# Melodia per organetto
Melodia per organetto (in russo Мелодия для шарманки?, Melodiâ dlâ šarmanki) è un film del 2009 diretto da Kira Muratova.
In Italia è stato trasmesso da Rai tre nel programma Fuori orario. Cose (mai) viste in lingua originale e sottotitoli in lingua italiana.

## Trama
La vicenda si svolge in Ucraina la vigilia di Natale di un anno del primo decennio del XXI secolo. Aljona, una bambina di 10 anni, e Nikita, un bambino 8 anni, sono due fratellini divenuti da poco tempo orfani di madre. I due dovrebbero andare in due orfanotrofi posti in città lontane l'una dall'altra: la bambina a Poltava il maschietto a Kremenčuk. Per non essere separati i due bambini cercano di raggiungere Kiev dove vivono sia Aleksej Bogdanof, il padre della bambina, che Serjozha, il padre del bambino.
I due bambini si recano a Kiev in treno, senza biglietto ferroviario per mancanza di danaro; scoperti dal controllore, sono costretti ad scendere dal treno e a recarsi nella capitale a piedi, lungo strade innevate. Nei pressi di Kiev, impauriti da un branco di cani, i due bambini si rifugiano in un portone; qui sono aggrediti da una banda di bambini che li deruba dei soldi e di parte dei vestiti.
Alla stazione ferroviaria di Kiev si mettono alla ricerca di Aleksej Bogdanof, il padre di Aljona. Apprendono che Aleksej lavorava al deposito bagagli, ma è stato licenziato. Nikita suggerisce ad Aljona di andare alla ricerca del proprio padre, Serjozha, un suonatore ambulante di violino che è solito esibirsi al vicolo Uspenskij. Il tram che li porta a destinazione si guasta. I bambini si rivolgono ai passanti per sapere in che modo raggiungere il vicolo Uspenskij, ma nessuno dà loro retta. Infine un giovane elegante, a bordo di una limousine dà loro un passaggio promettendoli di portarli dal padre di Nikita; ma, durante il tragitto, il giovane decide improvvisamente di fermarsi a una sala da gioco, nella quale i due bambini non possono tuttavia restare e vengono scacciati.
Infreddoliti, più che affamati, i due bambini cercano più volte un riparo, ma vengono ogni volta scacciati fuori. I due bambini entrano infine in un supermercato. Aljona fa fermare il fratellino all'ingresso del supermercato, vicino al guardaroba, raccomandandogli di non muoversi; la bambina entra poi nel supermercato con l'intenzione di rubare un po' di cibo. Nikita attira l'attenzione di Kotik, un signore di mezza età il quale, dopo aver dato un po' di danaro a Nikita, raccomanda al personale del supermercato di badare al bambino in attesa che venga a prelevarlo una sua incaricata. Dopo che Kotik è andato via, alcuni piccoli mendicanti, che avevano osservato la scena, circondano Nikita per derubarlo nuovamente del danaro. Intanto la sorellina, inquadrata dalle telecamere della vigilanza mentre mangia del pane all'interno del supermercato, viene giudicata dal personale del supermercato una delinquente abituale e consegnata alla polizia. Nikita vagherà da solo per la città; cercherà infine riparo dal freddo in un deposito sotterraneo di materiali per l'edilizia. Verrà trovato morto dagli operai del vicino cantiere.

## Riconoscimenti
- 2010 - Annual award of the Guild of Historians of Cinema and Film Critics
  - Prize Miron Cherneko[3]